# Nephrodium filix femina
Nephrodium filix là một loài dương xỉ trong họ Dryopteridaceae. Loài này được Michx. mô tả khoa học đầu tiên năm 1803.
Danh pháp khoa học của loài này chưa được làm sáng tỏ. 